# Black Shadow
Alejandro Cruz Ortíz, mer känd under sitt artistnamn Black Shadow, född 3 maj 1921 i León de los Aldama i Guanajuato, död 8 mars 2007 i Mexico Citys federala distrikt, var en mexikansk luchador (fribrottare) som brottades i Mexikos största fribrottningsförbund Empresa Mexicana de la Lucha Libre (numera Consejo Mundial de Lucha Libre) åren 1948–1985 men hade sin storhetstid framförallt under 50-talet till slutet av 60-talet. Black Shadow är väl dokumenterad som en av de mest framgångsrika, populära och numera legendariska brottarna någonsin inom mexikansk fribrottning.

## Karriär
Black Shadow inledde sin karriär i Guadalajara-området i Jalisco under sitt riktiga namn men även under namn som Jungla Cruz och The Ghost. Han tränades av Manuel "El Toro" Miranda och Anthony Camargo (känd under artistnamnet El Enfermero). Han skulle snabbt flytta till Monterrey i Nuevo León där han träffade sin blivande bästa vän och framtida lagkamrat Blue Demon. De skulle senare bilda laget Los Hermanos Shadow (svenska: Bröderna Skugga) som tillsammans med Los Perros del Mal är kanske mest framgångsrika grupperingarna genom tiderna inom mexikansk fribrottning. 1947 bytte han karaktär från att använda sitt riktiga namn som artistnamn och brottas utan mask till den maskerade Black Shadow han blev känd som. Masker bärs traditionsenligt inom lucha libre och det var inte känt då att Cruz var mannen bakom masken.

### El Santo vs. Black Shadow
Mest känd är Black Shadow för sin match mot den lika legendariska El Santo den 7 november 1952 i Arena Coliseo i Mexico City. Matchen var en insatsmatch, en så kallad Lucha de Apuestas där båda männen satte sina masker på spel, och förloraren skulle tvingas ta av sig masken inför åskådarna och avslöja sin sanna identitet. Black Shadow förlorade matchen, som i många sammanhang kallats "seklets match" och den absolut bästa matchen någonsin inom lucha libre genom alla tider.

### Senare karriär och död
Black Shadow brottades resten av karriären utan mask och blev senare även en framgångsrik tränare. Han pensionerade sig först 1972, men återkom snabbt. 1985 pensionerade han sig från sporten slutgiltigt.
Black Shadow avled 85 år gammal, den 8 mars år 2007 i Mexico City efter flera veckor på sjukhus på grund av en lunginflammation.